# Phytomyza nigella
Phytomyza nigella är en tvåvingeart som beskrevs av Zlobin 1997. Phytomyza nigella ingår i släktet Phytomyza och familjen minerarflugor. Inga underarter finns listade i Catalogue of Life.